# 薄菱蜗牛
薄菱蜗牛（学名：Coniglobus melleus），是柄眼目坚齿螺科栗蜗牛属的一种。主要分布于台湾，常栖息在树林底层的落叶层，有时亦可在矮灌木上发现。